# EA Sports FC 26
EA Sports FC 26 è un videogioco di simulazione calcistica in arrivo, sviluppato da EA Vancouver ed EA Romania e pubblicato da Electronic Arts. L'uscita mondiale è prevista per il 26 settembre 2025 per Microsoft Windows, PlayStation 4, PlayStation 5, Xbox One, Xbox Series X/S, Nintendo Switch, Nintendo Switch 2 È il terzo capitolo della serie EA Sports FC, dopo EA FC 24 e EA FC 25. Il calciatore svedese Zlatan Ibrahimović appare come atleta di copertina dell'Ultimate Edition, mentre Jude Bellingham e Jamal Musiala compaiono su copertine alternative delle edizioni standard. EA Sports FC 26 è pronto a introdurre significative innovazioni nel gameplay, tra cui una revisione completa delle meccaniche di dribbling, un'intelligenza artificiale migliorata per il posizionamento dei giocatori e animazioni dei portieri più realistiche. Il gioco presenta anche due distinte modalità di gioco predefinite: Competitiva, pensata per Ultimate Team e Club con un'azione più veloce e un'intelligenza artificiale più intelligente; e Autentica, progettata per la modalità Carriera con comportamenti e tattiche calcistiche realistiche basate su dati del mondo reale.

## Licenze
Il gioco includerà oltre 20.000 giocatori, più di 750 club, squadre nazionali e più di 35 campionati, inclusi i diritti esclusivi sulle competizioni UEFA, CONMEBOL Libertadores, CONMEBOL Sudamericana, Premier League, Bundesliga, LaLiga, Serie A (fatta eccezione per Milan, Inter, Lazio e Atalanta), Liga F e Barclays Women's Super League.[1] Saranno inoltre introdotte nuove funzionalità come un sistema di Archetipi aggiornato, Eventi Live dinamici e modalità espanse per Ultimate Team, Carriera e Club.